# Famille de Husson
La famille de Husson est une famille féodale française, originaire de l'Avranchin, en Normandie. Elle est citée dans les chartes depuis le XIe siècle et sa filiation est suivie depuis le XIIIe siècle.
Cette famille a été titulaire, par mariage, du comté de Tonnerre, dans l'Yonne, de 1440 jusqu'à son extinction en 1537.

## Histoire

### Origines
La famille de Husson tire son nom du village de Husson, situé dans le sud de la Manche, en Normandie. Le premier auteur connu de cette famille est Guy de Husson, qualifié de baronnet, et qui vivait au temps de Philippe II Auguste. Il était présent en 1197, lorsque le comte de Mortain demanda aux seigneurs de son comté de lui prêter serment.
En 1028 est cité un Guillaume de Husson comme témoin d'un acte concernant l'église de Romagny. 
Les possessions des Husson s'étendaient dans la vicomté de Mortain.

### Ascension
Cette famille a connu une ascension qui, en quelques décennies, l'a fait passer du rang de baronnet local à celui d'une grande famille française de la Renaissance. Vers 1341, Fraslin de Husson épouse la sœur du connétable du Guesclin. Leur fille, Tiphaine, épouse Guy Brumor de Laval-Montmorency.

### Comtes de Tonnerre
Olivier de Husson, issu d'une branche puinée, fils de Geoffroy, fils de Bertrand, fils de Foulques de Husson, aussi père de Fraslin et grand-père de Tiphaine. Tiphaine était donc la cousine germaine du père d'Olivier de Husson. Chambellan du roi Charles VII, il accroit le prestige de sa famille quand vers 1410, il épouse Marguerite II de Chalon-Tonnerre, dame de Saint-Aignan, et héritière du comté de Tonnerre.
Grâce à cette alliance, les Husson deviennent « comtes de Tonnerre en partie » en 1463. Le comté de Tonnerre était alors un des plus importants de France qui ne soient pas encore rattachés à la Couronne, ce qui fera dire à Louise de Clermont, « Je préfère être la première comtesse que la dernière duchesse ».

### Extinction de la famille
La famille de Husson s’éteint en 1537 dans les familles de Beauvilliers, Clermont en Dauphiné, et d'Estampes. Les premiers héritent de Saint-Aignan, les seconds de Tonnerre.

## Armes
| Blason | Blasonnement : D'azur à six annelets d'or posés 3, 2, 1 |

## Titre
- comte de Tonnerre (1440-1537)[7]

## Possessions
- château de Chémery
- château de Saint-Aignan

## Personnalités
- Olivier de Husson (vers 1374 - avant 1429), chambellan du roi Charles VII, marié vers 1410 avec Marguerite de Chalon, comtesse de Tonnerre
- Anne de Husson (1475-1540), comtesse héritière de Tonnerre
- Claude de Husson (vers 1480 - 1521), évêque de Poitiers, premier abbé commendataire (1502-1509) de l'abbaye de Cerisy-la-Forêt
- Claude de Husson (vers 1500 - 1525), tué à la bataille de Pavie
- Louis de Husson (1502-1537), évêque de Poitiers, comte de Tonnerre, dernier des Husson